# Три сестры (фильм, 2012)
«Три сестры» (кит. трад. 三姊妹, англ. Three Sisters) — фильм китайского режиссёра-документалиста Ван Бина. Драма о судьбе трёх малолетних девочек из далёкой провинции КНР, оставшихся без попечения родителей. Премьера картины состоялась на 69-м Венецианском кинофестивале, где получила первый приз в программе «Горизонты». Кроме того, она завоевала ещё восемь международных кинематографических премий.

## Сюжет
Три сестры десяти, восьми и шести лет (The New York Times определяет их возраст в 10, 6 и 4 года) живут со своим престарелым дедом в далёкой предгорной деревне провинции Юньнань на юге Китая. Мать давно бросила их, отец уехал в один из мегаполисов на заработки. Действие документального фильма разворачивается медленно, повторяясь изо дня в день. Камера статична, профессионального осветительного оборудования не используется: днём события происходят при естественном освещении, вечером и ночью — при свете жаровен. Фильм подробно отражает детали быта маленькой семьи: дети собирают картофель, которым питаются сами и кормят свиней, выгоняют на выпас овец, заготавливают дрова. Их скудный ежедневный рацион дополнен только рисом и овощами. Всё то, что происходило и происходит с детьми зритель узнаёт только из их разговоров, без какого либо авторского комментария. Однажды в деревню возвращается отец и увозит двух младших дочерей в город, где живёт с новой женой. Старшая остаётся с дедом и тёткой. Её одиночество и уныние достигают предела и перерастают в абсолютную безнадёжность.

## Художественные особенности
Итальянский критик Микеле Сардоне отмечает, что в творческой манере Ван Бина трактовать термин «документальный фильм» буквально, как подбор фактов и документов. Режиссёр ограничивается только минимальными информативными титрами, без комментариев или авторских суждений. Персонажи сами рассказывают о себе. Сюжет возникает спонтанно из регулярного и монотонного набора ежедневных ситуаций и действий детей, вынужденных самостоятельно и в полном объёме обеспечивать свои жизненные потребности. По его мнению лента наполнена фатализмом в отношении происходящего. Девочки смирились и приняли то, что было решено за них, дано им. И они оказались готовыми физически и морально противостоять сложившимся обстоятельствам.
Критик Джош Слейтер Уильямс, присутствовавший на показе картины на Эдинбургском кинофестивале, позитивно оценивает очень продолжительные, но, с его точки зрения, точные и уместные эпизоды о нелёгком быте детей, брошенных родителями в ситуации слома социальных формаций. Отдельно он отмечает долгую сцену, в которой старшая сестра заготавливает дрова. Её сокращение могло быть достигнуто элементарным монтажом от момента начала работы сразу к сложенной поленнице. Но такой метод не отразил бы все усилия и напряжение, практически непосильные для ребёнка.
Обозреватель журнала «Искусство кино» Андрей Василенко в обзорной статье о творчестве режиссёра называет фильм «эмоциональной хроникой жизни отдаленной горной провинции, увиденные глазами одиноких детей». Маленькие героини при этом показывают лучшие душевные качества, оставаясь несчастными детьми. Картина, с его точки зрения, является свидетельством этической трагедии, сопровождающей смену социального устройства в КНР.

## Награды
- 2012 год, 69-й Венецианский кинофестиваль — Главный приз в программе «Горизонты».
- 2012 год, Международный кинофестиваль в Дубае — Приз лучшему режиссёру документального кино, номинация в категории за лучший документальный фильм.
- 2012 год, Кинофестиваль трёх континентов в Нанте — Главный приз конкурсной программы «Золотой Монгольфье» и Приз зрительских симпатий.
- 2013 год, Международный кинофестиваль во Фрибуре — Гран-при фестиваля, Экуменистический приз жюри, Приз Дон Кихота.